# Impatiens paludosa
Impatiens paludosa är en balsaminväxtart som beskrevs av Joseph Dalton Hooker. Impatiens paludosa ingår i släktet balsaminer, och familjen balsaminväxter. Inga underarter finns listade i Catalogue of Life.